# ウォパロ (アイオワ州)
ウォパロ（英: Wapello）は、アメリカ合衆国アイオワ州南東部ルイザ郡の都市であり、同郡の郡庁所在地である。2010年の国勢調査では人口2,067 人だった。
ウォパロ市はマスカティン小都市圏に属している。

## 歴史
ウォパロの町は1830年代後半に設立された。
町の名前はメスクワキ族インディアンの酋長ウォパロから採られた。

## 地理
ウォパロ市は北緯41度10分47秒 西経91度11分18秒 / 北緯41.17972度 西経91.18833度 (41.179610, -91.188407)に位置している。
アメリカ合衆国国勢調査局に拠れば、市域全面積は1.34平方マイル (3.47 km2)であり、このうち陸地1.29平方マイル (3.34 km2)、水域は0.05平方マイル (0.13 km2)で水域率は3.73%である。アイオワ川に沿ってウォパロ市の町がある。

## 人口動態

### 2010年国勢調査
以下は2010年国勢調査による人口統計データである。
| 基礎データ - 人口: 2,067 人 - 世帯数: 825 世帯 - 家族数: 544 家族 - 人口密度: 618.7人/km2（1,602.3 人/mi2） - 住居数: 889 軒 - 住居密度: 266.1軒/km2（689.1軒/mi2） 人種別人口構成 - 白人: 94.2% - アフリカン・アメリカン: 0.5% - ネイティブ・アメリカン: 0.2% - アジア人: 0.1% - その他の人種: 3.4% - 混血: 1.5% - ヒスパニック・ラテン系: 8.2% | 年齢別人口構成 - 18歳未満: 25.5% - 18-24歳: 6.4% - 25-44歳: 24.2% - 45-64歳: 26.0% - 65歳以上: 17.9% - 年齢の中央値: 40歳 - 性比（女性100人あたり男性の人口） - 総人口: 96.5 世帯と家族（対世帯数） - 18歳未満の子供がいる: 32.0% - 結婚・同居している夫婦: 50.4% - 未婚・離婚・死別女性が世帯主: 10.8% - 非家族世帯: 34.1% - 単身世帯: 28.6% - 65歳以上の老人1人暮らし: 14.3% - 平均構成人数 - 世帯: 2.45人 - 家族: 3.02人 |

### 2000年国勢調査

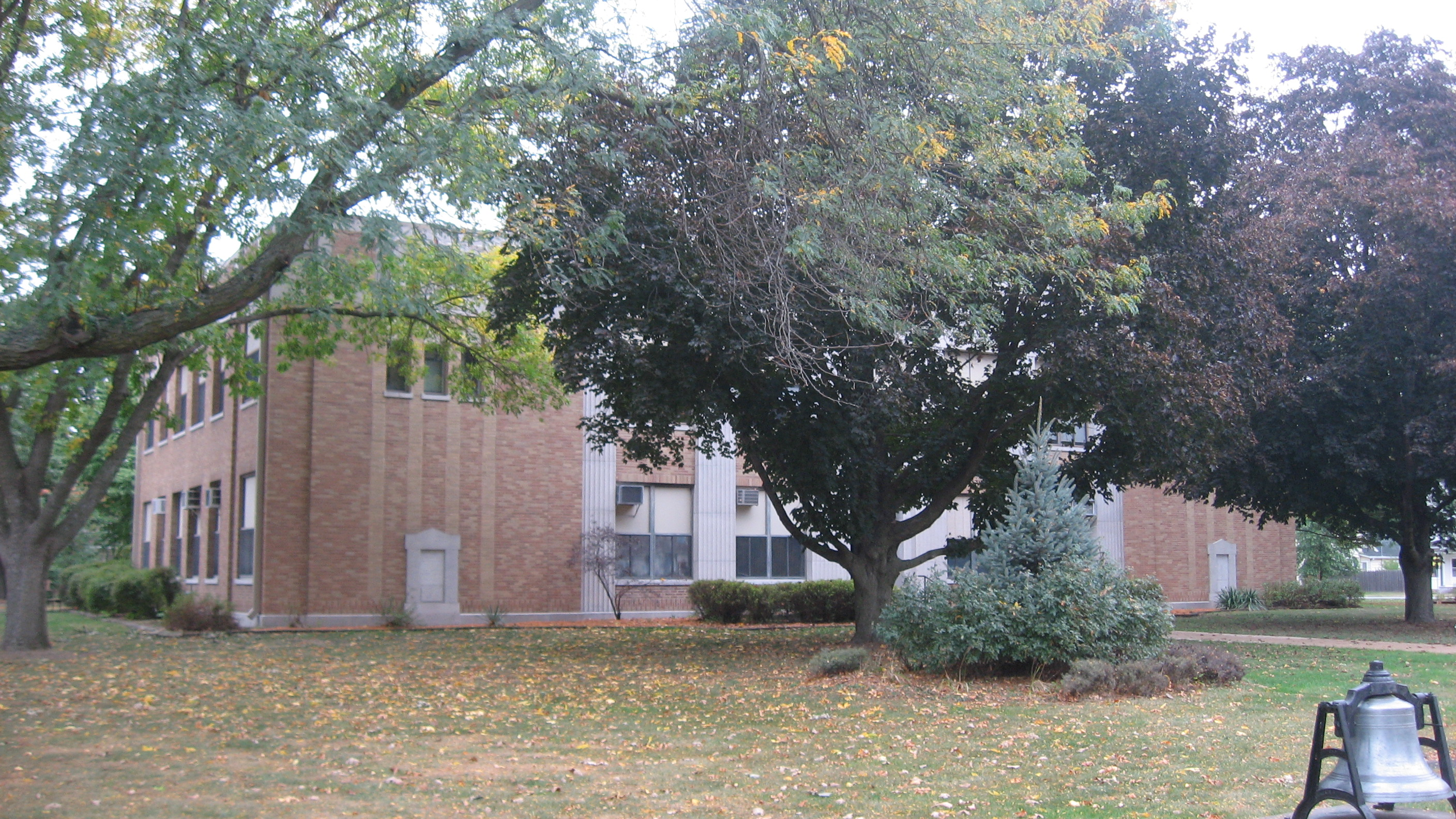
ウォパロ市にあるルイザ郡庁舎

以下は2000年国勢調査による人口統計データである。
| 基礎データ - 人口: 2,124 人 - 世帯数: 836 世帯 - 家族数: 572 家族 - 人口密度: 650.9人/km2（1,688.3 人/mi2） - 住居数: 893 軒 - 住居密度: 273.6軒/km2（709.8 軒/mi2） 人種別人口構成 - 白人: 96.28% - アフリカン・アメリカン: 0.09% - ネイティブ・アメリカン: 0.19% - アジア人: 0.19% - その他の人種: 2.82% - 混血: 0.42% - ヒスパニック・ラテン系: 6.92% 年齢別人口構成 - 18歳未満: 25.0% - 18-24歳: 9.6% - 25-44歳: 26.3% - 45-64歳: 21.0% - 65歳以上: 18.1% - 年齢の中央値: 37歳 - 性比（女性100人あたり男性の人口） - 総人口: 93.8 - 18歳以上: 90.4 | 世帯と家族（対世帯数） - 18歳未満の子供がいる: 31.7% - 結婚・同居している夫婦: 56.7% - 未婚・離婚・死別女性が世帯主: 9.4% - 非家族世帯: 31.5% - 単身世帯: 27.2% - 65歳以上の老人1人暮らし: 15.1% - 平均構成人数 - 世帯: 2.48人 - 家族: 3.02人 収入と家計 - 収入の中央値 - 世帯: 37,556米ドル - 家族: 45,395米ドル - 性別 - 男性: 31,346米ドル - 女性: 21,220米ドル - 人口1人あたり収入: 17,947米ドル - 貧困線以下 - 対人口: 14.3% - 対家族数: 10.0% - 18歳未満: 25.4% - 65歳以上: 8.3% |

## 著名な出身者
- エドウィン・リッチリー・ヒックリン（1895年-1963年）、アメリカ合衆国最高裁判所判事